# Test (película)
[cita requerida]
TEST es una película argentina dirigida por el director Javier Mollo y producida por Juan Pablo Papaleo. Protagonizada por Marina Artigas, Alejandro Zakrasejk, Belén Caja, Jorge Palomera, Sebastián Castro y demás elenco.

## Sinopsis
Daniel (35) es un ejecutivo porteño de clase media del barrio de Retiro, Capital Federal. Agotado de la rutina que le toca vivir en un típico departamento de marketing de un hotel 4 estrellas, decide mantener un extraño vicio: las mujeres. Su vida marchaba como él lo necesitaba, su esposa no quería tener hijos, era un hombre libre, tenía un buen pasar. Su jefe le propone una última apuesta para dejar su vicio: conquistar a Marisa (22) a cambio de dos semanas de vacaciones extras, con todo pago. Acepta la apuesta, sin saber que Marisa sería la mujer más fácil de todas sus conquistas. Tiempo después, un día antes de tomarse las vacaciones, se entera por Marisa que tenía el virus del VIH. Daniel comienza una crisis secreta que no comparte con nadie, abandonando su trabajo, su esposa, se aísla a esperar los resultados del test y toma conciencia del riesgo que transmitió a todas las personas que estuvieron con él desde aquella apuesta ficticia. Daniel descubre que había caído en una trampa sin salida, pero también se indaga alternativas como el suicidio, la venganza y el odio alrededor de una cortina de ignorancia.

## Intérpretes
- MARINA ARTIGAS - "Alina"

- ALEJANDRO ZAKRAJSEC - "Daniel"

- BELEN CAJA - "Marisa"

- JORGE PALOMERA - "Juan"

- CAROLINA ZAKRAJSEK - "Maria"

- SEBASTIAN CASTRO - "Ariel"

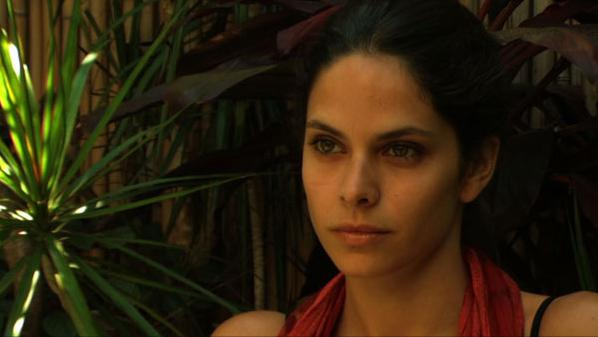
MARINA ARTIGAS (ALINA).

- DANIELA DINI EBERHARDT - "LOC. OFF Y RECEPCIONISTA HOSPITAL"

- MELISA BARILARO - "Meli"

- LUCIA PAPALEO - "Wanda"

- ELISA REGGIARDO - "Dama de compañía"

- JOSE ZAMORA - "Repartidor de estampitas"

- DANIEL PEROTTI - "Patovica"

- JAVIER MOLLO - "Doctor"

- JUAN PABLO PAPALEO - "Camillero hospital"

- JUAN JOSE PAPALEO - "Paciente 1 hospital"

- NAHUEL FADUL - "Paciente 2 hospital"

- LUCIANO GORDON - "Mozo"

- LUCAS DOI - "Cadete"

- ROMINA PEREZ - "Empleada 1"

- CONSTANZA OTTAVIANI - "Empleada 2"

- Datos: Q6143510